# 馬爾桑
馬爾桑（Marsens）是瑞士的城鎮，位於該國西部，由弗里堡州負責管轄，面積7.81平方公里，海拔高度722米，2011年人口1,653，八成人口信奉羅馬天主教，人口密度每平方公里212人。